# Bronco (punkband)
Bronco är ett svenskt punkband, bildat 2010 i Göteborg.

## Bandet
Bronco är ett svenskt punkband, bildat hösten 2010 i Göteborg. Bandet består av Mats Drougge på sång och gitarr, Nick West på bas och Peter Ottoson på trummor. Musiken kan beskrivas som traditionell punkrock/rock med influenser av Sex Pistols, The Clash och amerikansk powerpop.

### Historia
Drougge har en brokig bakgrund som gitarrist i tre av Sveriges tidiga punkband Straitjacket och Liket Lever tillsammans med Freddie Wadling, samt som medlem i Perverts, där han tog över gitarrollen från Wadling. 2003 började Drougge spela igen, då med den kortlivade gruppen Bomber Inc. som erbjöds skivkontrakt efter att släppt låten Brothers & Sisters (med bland annat soundtracket till filmen Override). Efter att ha skrivit låtar under år 2010 sammanstrålade han med Magnus Neundorf från engelska punkbandet The Partisans, där han slutat efter 10 års turnerande. Peter Ottoson är uppväxt i Umeå, men är sedan länge bosatt i Göteborg och spelar även med bandet Strandvägen.